# Type 94 TK
Type 94 TK (Japans: 九四式軽装甲車 , Kyūyon-shiki keisōkōsha), is een Japanse tankette gebruikt in de Tweede Wereldoorlog.

## Ontwikkelingsgeschiedenis
De ontwikkeling van Type 94 tankette had zijn oorsprong in de jaren '20 toen Japan zes Brits Carden Loyd Mark VI machinegeweer carriers aanschafte. Na proeven met deze voertuigen werd beslist een gelijkwaardige machines voor het leger te ontwikkelen dat om een voertuig zocht geschikt om een gepantserde aanhangwagen met munitie voor de frontlinie te escorteren. In 1934 kwam een prototype gereed dat zowel in Japan als China werd getest. Het resulterende voertuig werd Type 94 tank genoemd en kreeg de codenaam „TK“ van Tokushu ken-in sha (Speciale Tractor).

## Beschrijving
Het pantser van dit kleine voertuig was geklonken, de bestuurder en de motor zaten aan de voorzijde. Achter in het voertuig zat een deur zodat er makkelijk goederen konden worden geladen. Het onderstel van de tank was ontworpen door majoor Tomio Hara. De tank droeg slechts één Type 91 6.5 mm machinegeweer welke later door een Type 97 7.7 mm werd vervangen. Sommige voertuigen schijnen met 37 mm kanonnen uitgevoerd te zijn, maar er is geen duidelijk bewijsmateriaal hiervoor.

## Operatie gebieden
De tankettes werden met succes gebruikt door infanterie-eenheden in China in de jaren 30, aangezien de wegen slecht waren en het Chinese leger nauwelijks antitankwapens had. Er ontstonden echter spoedig problemen met het ontwerp. In een verbeterde versie werd het kleine spanwiel vervangen door een groter dat nu op grondniveau zat om stabiliteit te verbeteren, maar het probleem bleef.

## Doel
Hoewel het als leveringstractor werd ontworpen, werd de TK zeer vaak gebruikt voor verkenningsopdrachten maar de tanks waren ongeschikt voor deze rol aangezien zijn dun pantser door geweerkogels zou kunnen worden doordrongen. Een gevolgde munitie of gifgas aanhangwagen werd ook vaak gesleept door TK's naar het slagveld. Volgens wat bewijsmateriaal waren er twee types van chemische gassen die in de aanhangwagens zouden worden vervoerd:
- shiki 94 ko-gaat kesi-sha (aanvals chemisch gas)

- 94 shiki shoudoku-sha

## Nadeel
Sommige bronnen vertellen dat na proeven beide types werden verworpen aangezien zij zeer dicht bij vijandelijke linies moesten worden ingezet om efficiënt te zijn. Er is ook bewijsmateriaal voor een vlammenwerper versie van deze aanhangwagen die nooit werd geproduceerd.
In 1936, had elke Japanse infanterieafdeling een tankettebedrijf met 6 Type 94. Zij werden hoofdzakelijk gebruikt in de campagnes in China, Malaya en van Birma en werden vervangen door Type 97 Te-Ke, hoewel sommige eenheden nog in de dienst waren in 1945.

## Eenheden waarin Type 94 TK gebruikt werden
- Hebei, China - (eerste en tweede Tank Bataljon)
- Quhar Provincie, China - (eerste onafhankelijke gemengde Brigade)
- Shanghai, China - (vijfde Tank Bataljon)
- Taierchwang, China - (Special Tank eenheid van de Chinese Tank afdeling)
- Hsuchou, China - (eerste en vijfde Tank Bataljon)
- Nomonhan, Mantsjoerije - (derde en vierde Tank Regiment)
- Hsinking, Mantsjoerije- (Mantsjoerijen tank eenheid van het Keizerlijk Mantsjoerijen leger)
- Timor - (achtendertigste Tankette divisie)
- Java - (tweede en derde Anai Tankette eenheid, en het achtenveertigste verkenningsregiment, Sakaguchi afdeling, zesenvijftigste Infanterie Tankette eenheid)
- Kwajalein Atoll - (tweede Bataljon van het leger en eerste zee mobiele Brigade)